# Hilaira nivalis
Hilaira nivalis là một loài nhện trong họ Linyphiidae.
Loài này thuộc chi Hilaira. Hilaira nivalis được Herman Theodor Holm miêu tả năm 1937.